# Aeropuerto de Srinagar
Sheikh ul Alam Airport, comúnmente conocido como Aeropuerto de Srinagar, es un aeropuerto internacional en Srinagar en Jammu y Cachemira, India (IATA: SXR, OACI: VISR). 
Ha sido bautizado en honor de uno de los mayores santos de Cachemira, Sheikh Noor-ud-din Noorani, popularmente conocido entre los habitantes de Cachemira como Sheikh-ul-Alam.
Actualmente el aeropuerto se encuentra inmerso en un amplio plan de renovaciones, incluyendo una mejora de la terminal actual, una nueva terminal para llegadas y salidas, fingers y otras instalaciones operacionales, y fue inaugurado el 14 de febrero de 2009 por un vuelo de Air India desde Dubái. Los vuelos chárter de peregrinos del Hajj a Jeddah son también operados desde Srinagar.

## Aerolíneas y destinos
| Aerolíneas        | Destinos |
| ----------------- | --- |
| Air India         | Delhi, Jammu, Leh |
| Air India Express | Bangalore, Bombay, Bhubaneswar, Delhi |
| Akasa Air         | Bombay |
| IndiGo            | Ahmedabad, Amritsar, Bangalore (reinicia 1 de abril de 2024), Bombay, Calcuta (inicia 10 de abril de 2024), Chandigarh, Delhi, Hyderabad |
| SpiceJet          | Bombay, Delhi, Jammu |
| Vistara           | Bombay, Delhi, Jammu |

## Estadísticas
Ver fuente y consulta Wikidata.